# برایان آلمان
برایان آلمان (اسپانیایی: Brahian Alemán‎؛ زادهٔ ۲۳ دسامبر ۱۹۸۹) بازیکن فوتبال اهل اروگوئه است.
از باشگاه‌هایی که در آن بازی کرده‌است می‌توان به باشگاه ورزشی بارسلونا، باشگاه فوتبال جیمناسیا لاپلاتا، باشگاه فوتبال ال‌دی‌یو کیتو، باشگاه فوتبال آرسنال ساراندی، و باشگاه ورزشی دفنسور اشاره کرد.
وی همچنین در تیم ملی فوتبال زیر ۲۳ سال اروگوئه بازی کرده‌است.